# NGC 2040
NGC 2040 هو عنقود نجمي مفتوح تتبع كوكبة أبو سيف. اكتشفه جيمس دنلوب في 27 سبتمبر 1826.

## روابط خارجية
- NGC 2040 على موقع ويكي سكاي: DSS2, SDSS, GALEX, IRAS, Hydrogen α, X-Ray, Astrophoto, Sky Map, Articles and images